# Jakob Christoph Heer

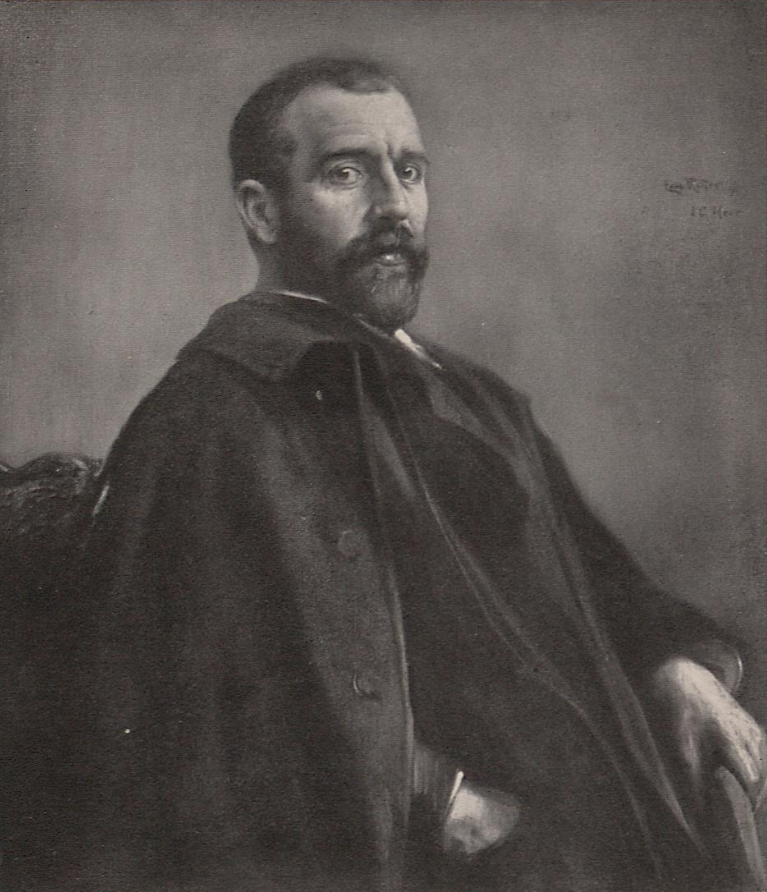
Jakob Christoph Heer, gemalt von Caspar Ritter

Jakob Christoph Heer (* 17. Juli 1859 in Töss; † 20. August 1925 in Zürich) war ein Schweizer Schriftsteller.

## Leben

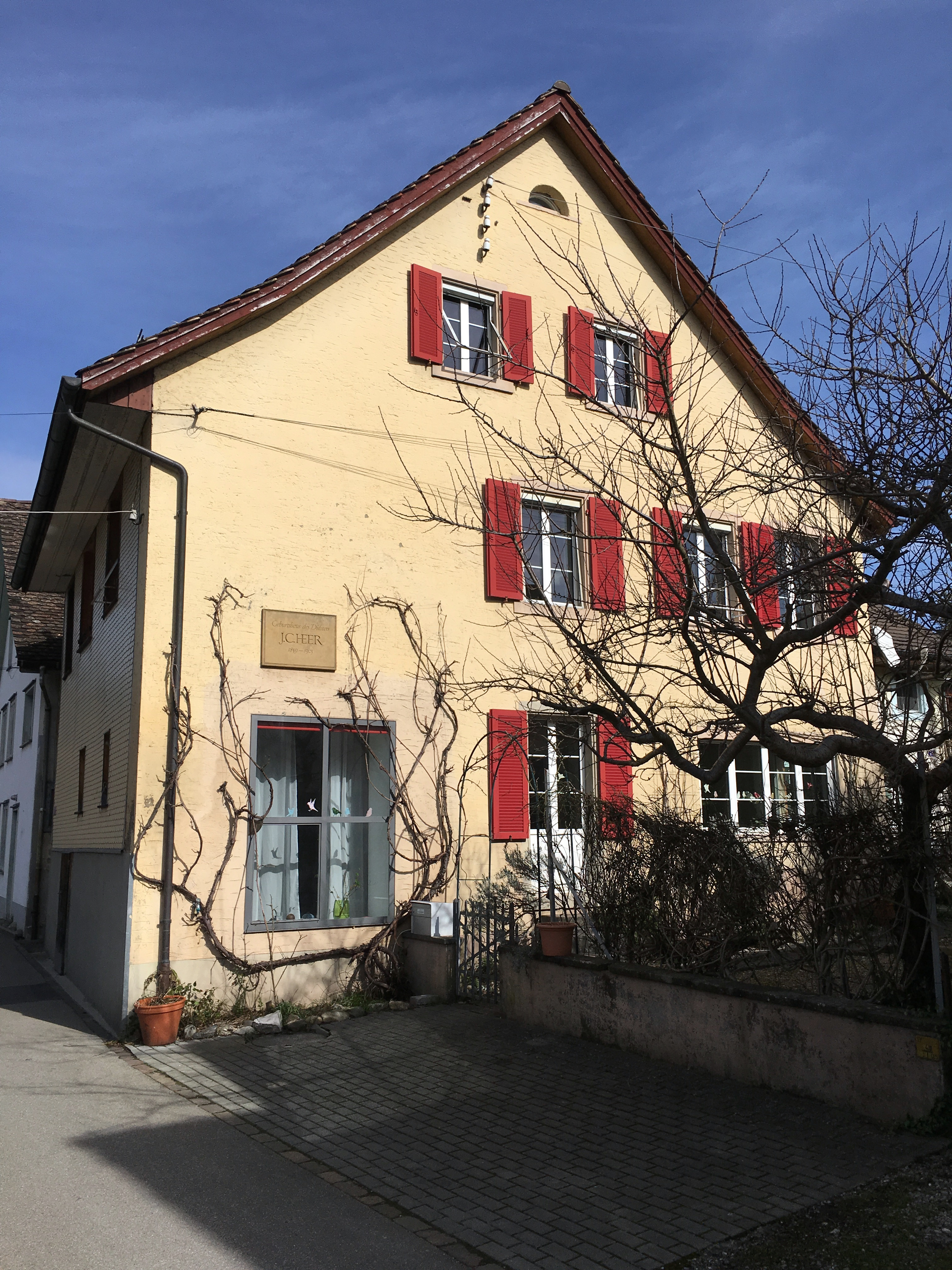
Geburtshaus von Jakob Christoph Heer an der J.-C.-Heer-Strasse 7 in Winterthur-Töss

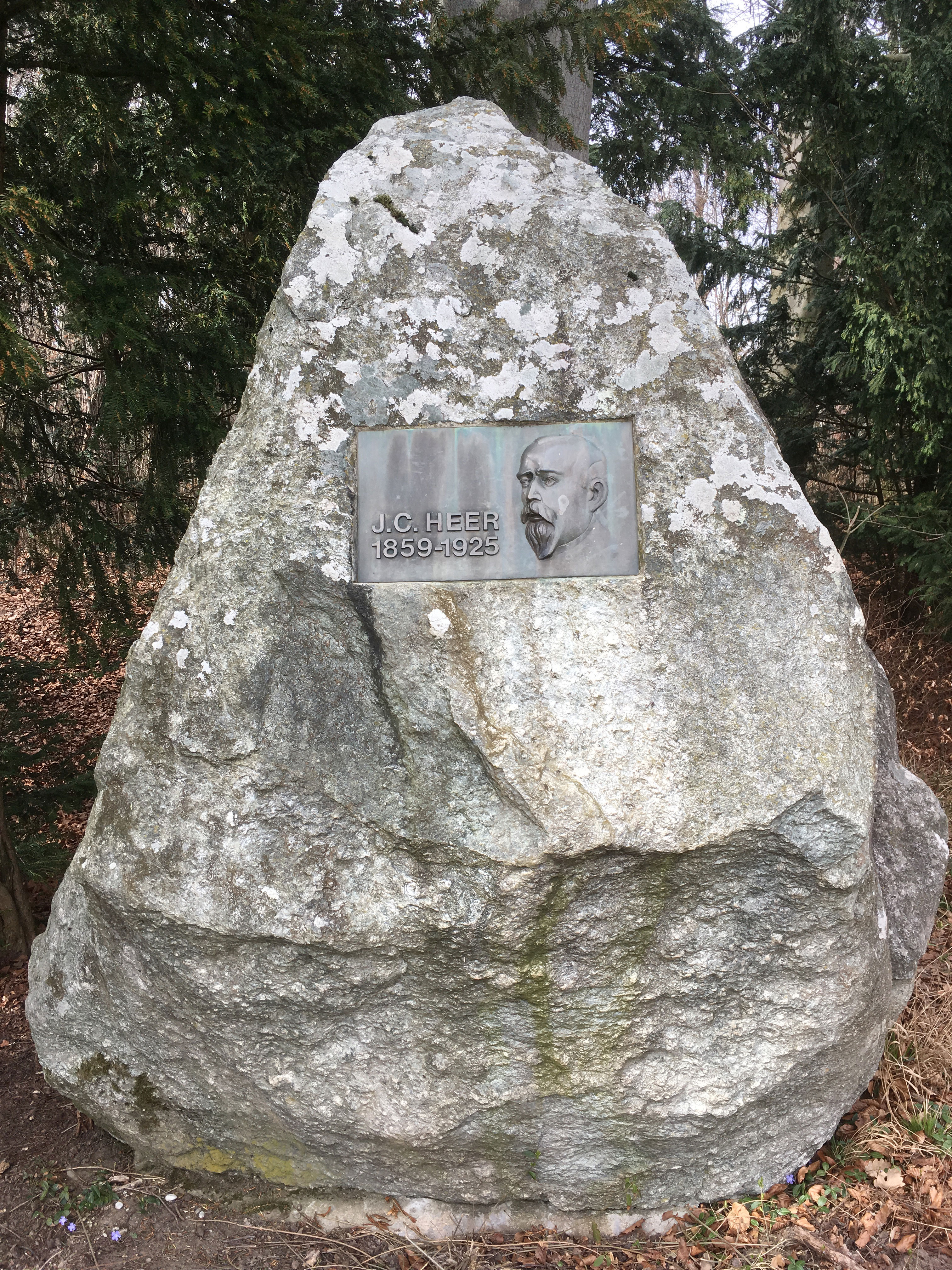
Gedenkstein auf dem Brühlberg in Winterthur

Jakob Christoph Heer wurde als Sohn von Jakob Christoph Heer und dessen Gattin Elisabeth geb. Leemann in Töss geboren. Sein Neffe war der Schriftsteller Gottlieb Heinrich Heer.
Nach Abschluss des Gymnasiums in Winterthur erwarb Heer 1879 am Seminar Küsnacht das Lehrerdiplom. Seit 1879 arbeitete er als Vikar (Lehrer ohne feste Anstellung) in Glattfelden, ab 1882 als festangestellter Lehrer in Oberdürnten. Sein Reisebericht Ferien an der Adria wurde 1888 als Buch veröffentlicht. 1892 übernahm er die Stelle eines Feuilletonredaktors der Neuen Zürcher Zeitung. Im Jahr darauf heiratete er Emma Karoline Gossweiler. Von 1899 bis 1902 war er Mitarbeiter der Stuttgarter Redaktion der Zeitschrift Die Gartenlaube. Ab 1902 widmete er sich ganz dem Beruf eines freien Schriftstellers.
Heer verband die Stilmittel des Heimatromans mit Kritik an der modernen Technik und am Fremdenverkehr. Wie sein zuerst als Fortsetzungsroman in der Neuen Zürcher Zeitung erschienener Roman An heiligen Wassern zeigt, sind diese Vorbehalte allerdings nicht grundsätzlicher Art, sondern zielen auf massvolle touristische Erschliessung und Erhaltung der Natur sowie der dörflichen Lebenskultur. 
J. C. Heers bekannteste Romane wurden je zweimal verfilmt: Der König der Bernina wurde in einer US-Produktion 1929 von Ernst Lubitsch als Eternal Love verfilmt und 1957 als österreichisch-schweizerische Produktion Der König der Bernina mit Alfred Lehner als Regisseur. An heiligen Wassern gab es 1932 als deutschen Spielfilm unter Erich Waschneck und 1960 gleichnamig von Alfred Weidenmann.
Auf dem Brüelberg in Winterthur steht ein Gedenkstein, den ihm die Gemeinde Poschiavo für seinen Roman Der König der Bernina geschenkt hat. Der Stein ist genau auf sein Geburtshaus in Töss ausgerichtet. (Die Hauptfigur des Romans Markus Paltram ist inspiriert von dem Oberengadiner Jäger und Büchsenmacher Gian Marchet Colani.) Der Stein markiert gleichzeitig auch die Grablege Heers. Er selbst wollte ursprünglich im Nägelsee begraben werden, da aber dort ein Schlachthof entstand, wurde sein Grab auf den Brüelberg verlegt.
Ein weiteres Memorial steht nahe der Berninapassstrasse (ca. 4 km nach Ortsende Pontresina) mit Blick auf den Piz Bernina.
Heers Schwester Elisa (1873–1960) führte das Restaurant «Adler» in Ermatingen. Dort trafen sich viele Persönlichkeiten ihrer Zeit.

## Trivia
- Im Müllerhaus in der Wespi-Mühle lebte Jakob Christoph Heers Jugendliebe Ida «Friedli» Steinemann (1859–1876). Die Beziehung zu ihr beschrieb Heer im 1902 erschienenen Jugendroman Joggeli.

## Werke (Auswahl)

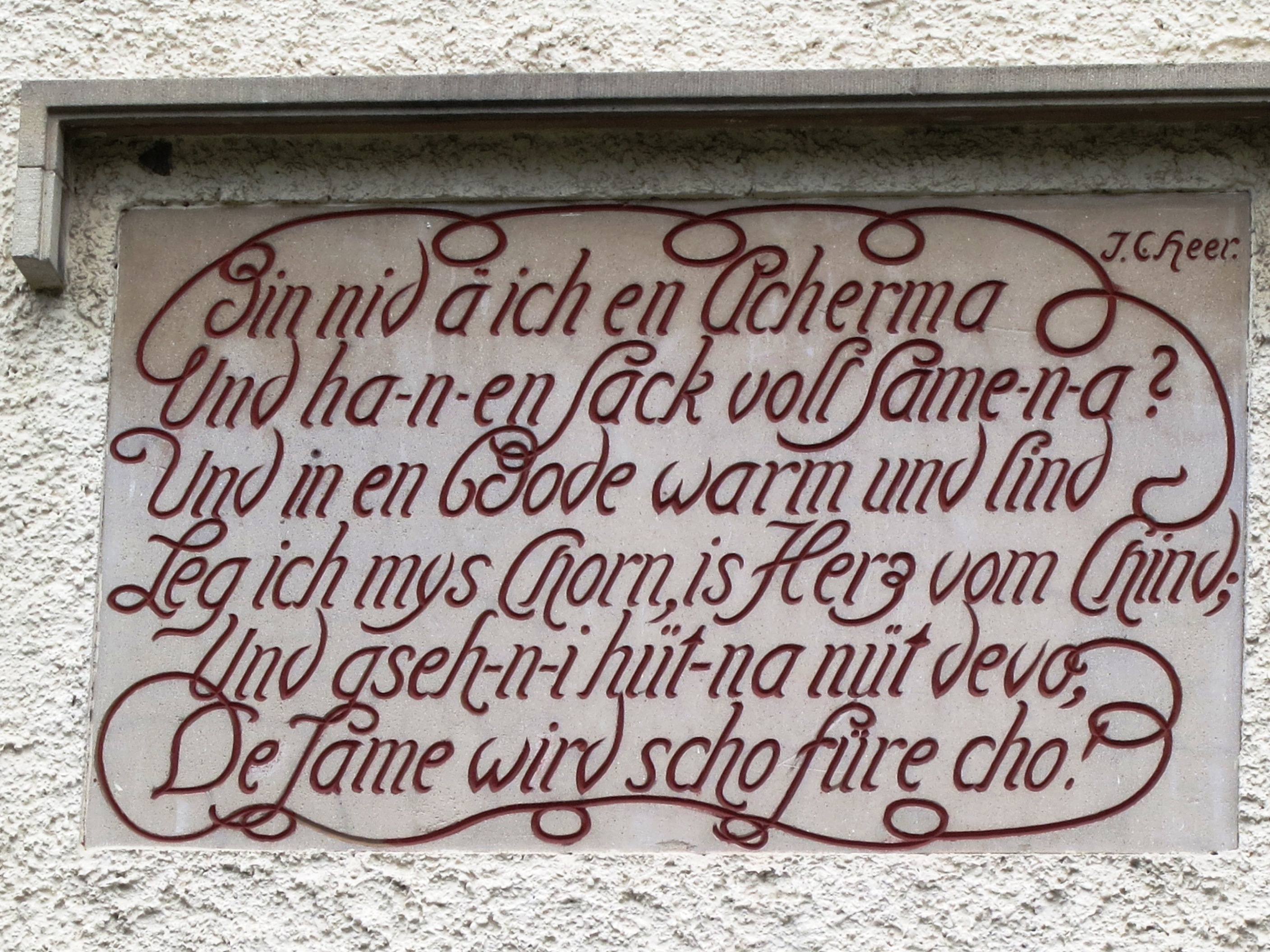
Inschrift am Schulhaus in Zell

### Lyrik
- Blumen aus der Heimat. Schweizerdeutsche Gedichte. ca. 1890.
- Gedichte. 1913.

### Erzählungen, Novellen, Romane

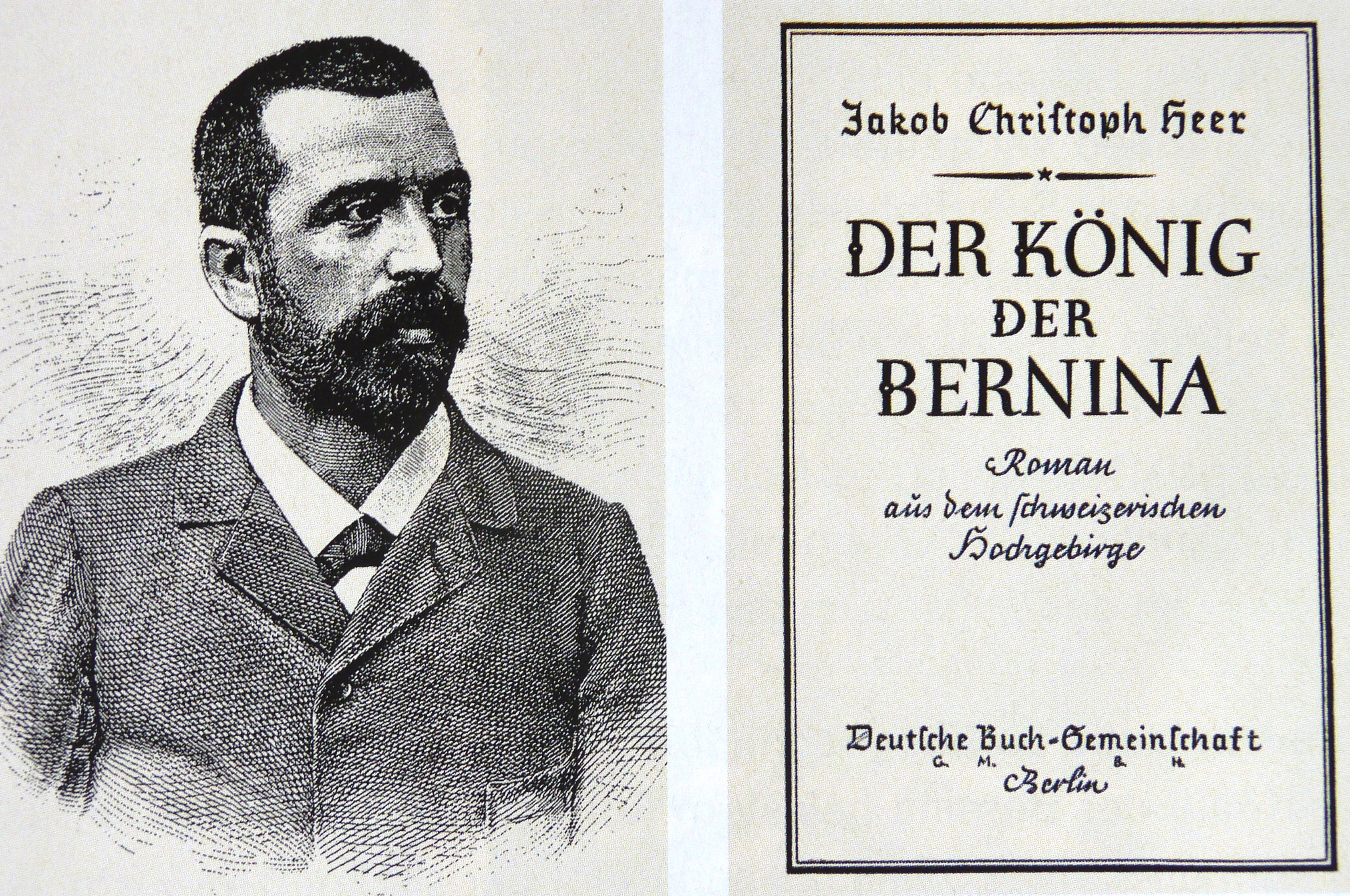
Heer und das Titelblatt seines Heimatromans

- Im Ballon. Fahrten des Kapitän Spelterini. Verlag A. Gull, Zürich 1892. Nachdruck der Originalausgabe, Verlag Hans Rohr, Zürich 1980, ISBN 3-85865-062-5
- An heiligen Wassern. Roman. 1898.
- Der König der Bernina. Roman. 1900. verfilmt 1929 unter demselben Titel Regie: Ernst Lubitsch
- Felix Notvest. Roman. 1901.
- Joggeli. Roman. 1902.
- Der Wetterwart. Roman. 1905.
- Laubgewind. Roman. 1908.
- Die Luftfahrten des Herrn Walter Heiß und andere Novellen. 1912.
- Der lange Balthasar, Dorfroman, 1915.
- Was die Schwalbe sang. Geschichten für Jung und Alt. 1916.
- Heinrichs Romfahrt. Roman, 1918.
- Jugendfahrt und Die Geschichte eines kleinen Buches. 1918.
- Nick Tappoli. Roman. 1920.
- Tobias Heider. Roman. 1922.

### Reiseliteratur
- Ferien an der Adria. Bilder aus Süd-Österreich. 1888.
- Im Deutschen Reich. Reisebilder. 1895.
- Der Vierwaldstätter See und die Urkantone. Prachtalbum. 1898.
- Freiluft. Bilder vom Bodensee. 1904.
- Vorarlberg und Liechtenstein. Land und Leute. 1906.
- Die Schweiz, 1907
- Das Engadin. 1914.

### Sonstiges
- Erinnerungen. 1930.